# رنه بیهل
رنه بیهل (انگلیسی: René Bihel؛ ۲ سپتامبر ۱۹۱۶ – ۸ سپتامبر ۱۹۹۷ (aged 81)) بازیکن فوتبال اهل فرانسه بود.
از باشگاه‌هایی که در آن بازی کرده‌است می‌توان به باشگاه فوتبال لیل، باشگاه فوتبال استراسبورگ، باشگاه فوتبال المپیک مارسی، باشگاه فوتبال والنسین، باشگاه فوتبال لو آور،اشاره کرد.
وی همچنین در تیم ملی فوتبال فرانسه بازی کرده‌است.